# Rassvet (Station spatiale internationale)
Module de l'ISS

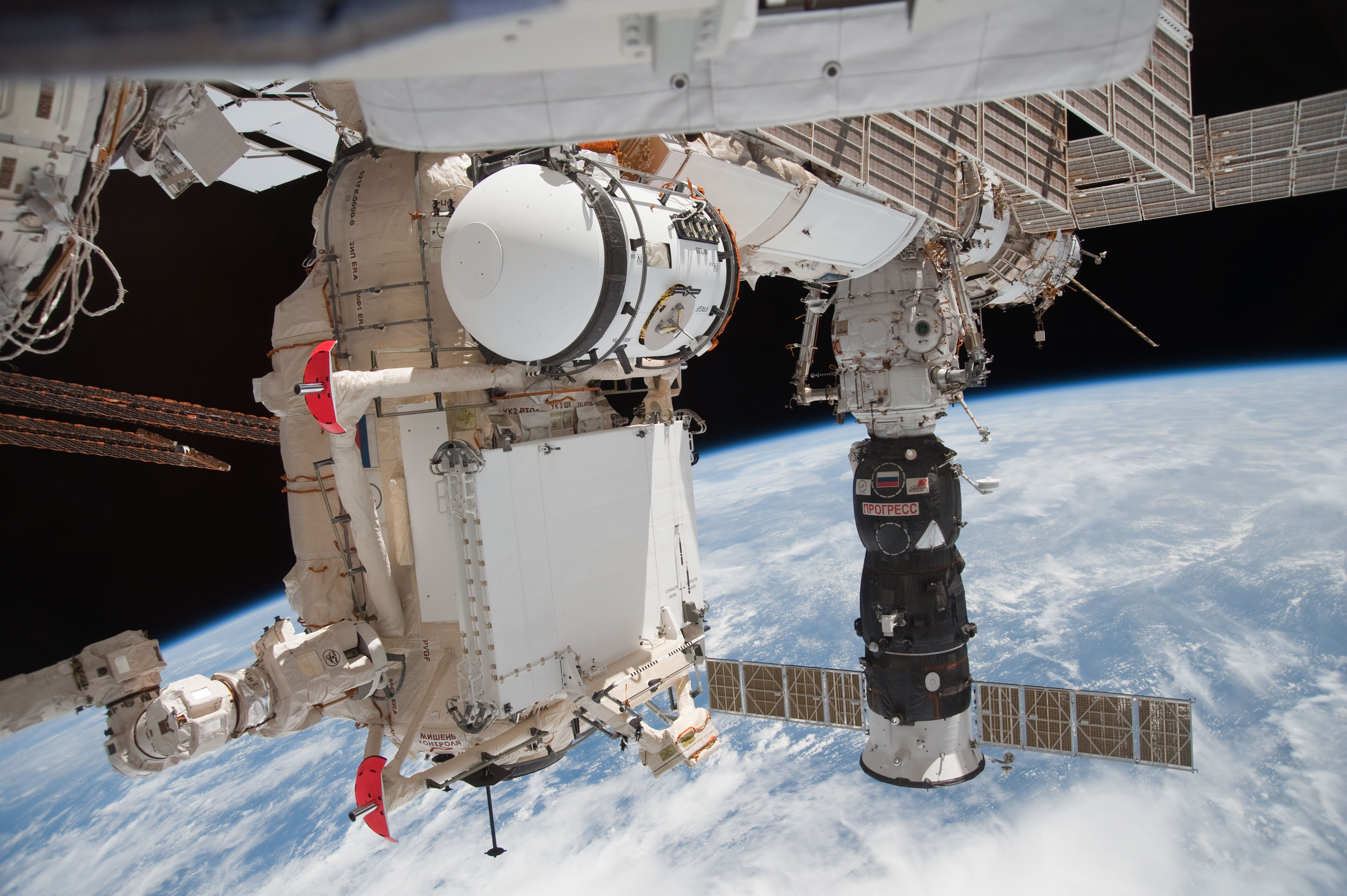
MRM1 Rassvet vu depuis le module Cupola pendant la mission STS-132.

Rassvet (russe : Рассве́т; c'est-à-dire aurore) ou MRM-1 est un module russe de la Station spatiale internationale pour l'accostage des vaisseaux russes et le stockage. Il a rejoint la station spatiale le 16 mai 2010 transporté par la navette spatiale américaine au cours de la mission STS-132. Rassvet est également connu sous l'appellation module d'accostage cargo (Docking Cargo Module ou DCM), mini module de recherche 1 (Mini-Research Module 1 ou MRM 1), Малый исследовательский модуль, ou МИМ-1. 
Le module a été conçu et fabriqué par le constructeur russe RKK Energia à partir de la coque pressurisée utilisée pour les tests du module russe Science Power Platform dont la réalisation a été annulée en 2006. Rassvet doit être installé au nadir du module Zarya à l'aide du bras Canadarm2. Rassvet a deux ports d'amarrage : l'un sera utilisé pour l'accoupler au port d'amarrage situé au nadir du module Zarya tandis que le second servira de port d'amarrage pour les vaisseaux Soyouz et Progress. Il joue également le rôle de module de stockage. La décision de le construire est consécutive à l'annulation des deux modules de recherche russes.

## Rôle

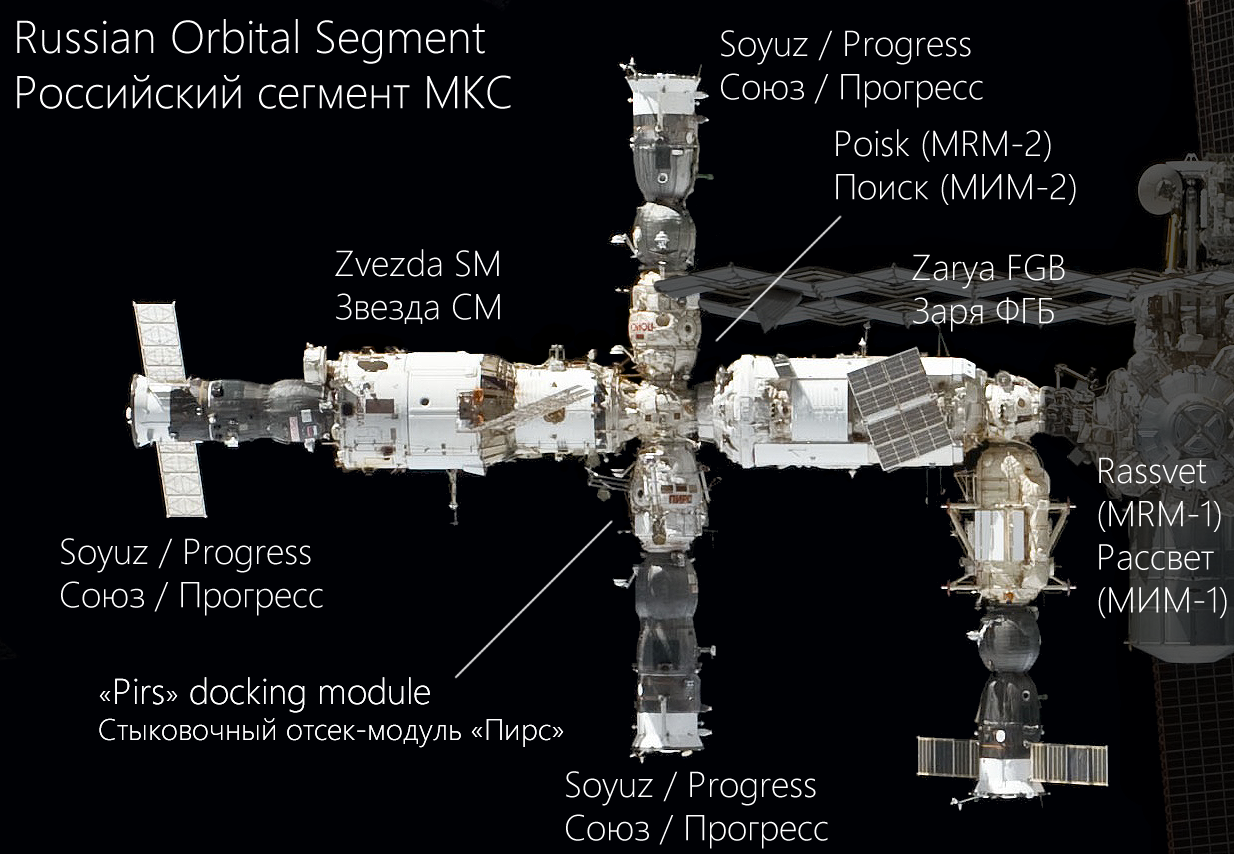
La position du module Rassvet (MRM 1 est montrée sur cette représentation de la partie russe de la station spatiale

Rassvet remplace un module russe de stockage et d'accostage, le Docking and Stowage Module (DSM), qui devait avoir une taille similaire à celle du module russe Zarya et qui a été annulé à la suite de restrictions budgétaires. 
Le module Rassvet a été développé pour répondre à deux besoins des partenaires de la station spatiale internationale :
1. La NASA est responsable du transport de l'équipement du module Nauka
2. La superposition des missions Progress, Soyouz et ATV nécessitent de disposer de quatre ports d'amarrage disponibles. L'annulation des deux modules de recherche russes laisse la station avec uniquement trois ports d'amarrage une fois que le module Tranquility aura rejoint la station car celui-ci rendra le port situé au nadir de Zarya inutilisable.

Le nouveau module doit permettre de résoudre ces deux contraintes.

## Caractéristiques
Rassvet est long de 6 mètres et a un diamètre extérieur de 2,35 mètres. Il pèse 5,075 tonnes. Pour sa mise en orbite, il emporte 2,94 tonnes de fret à l'intérieur et à l'extérieur. À l'extérieur il transporte un joint de rechange pour le bras télémanipulateur européen (ERA) et des équipements pour le futur module russe Nauka dont un sas destiné à accueillir des expériences scientifiques. Le volume pressurisé est 17 m3 ce qui devrait passer le volume pressurisé total de la station à 837 m3. La partie habitable représente 5,8 m3 portant le volume habitable total de la station à 360 m3. La masse totale de la station est, après installation, de 369 tonnes.

## Galerie

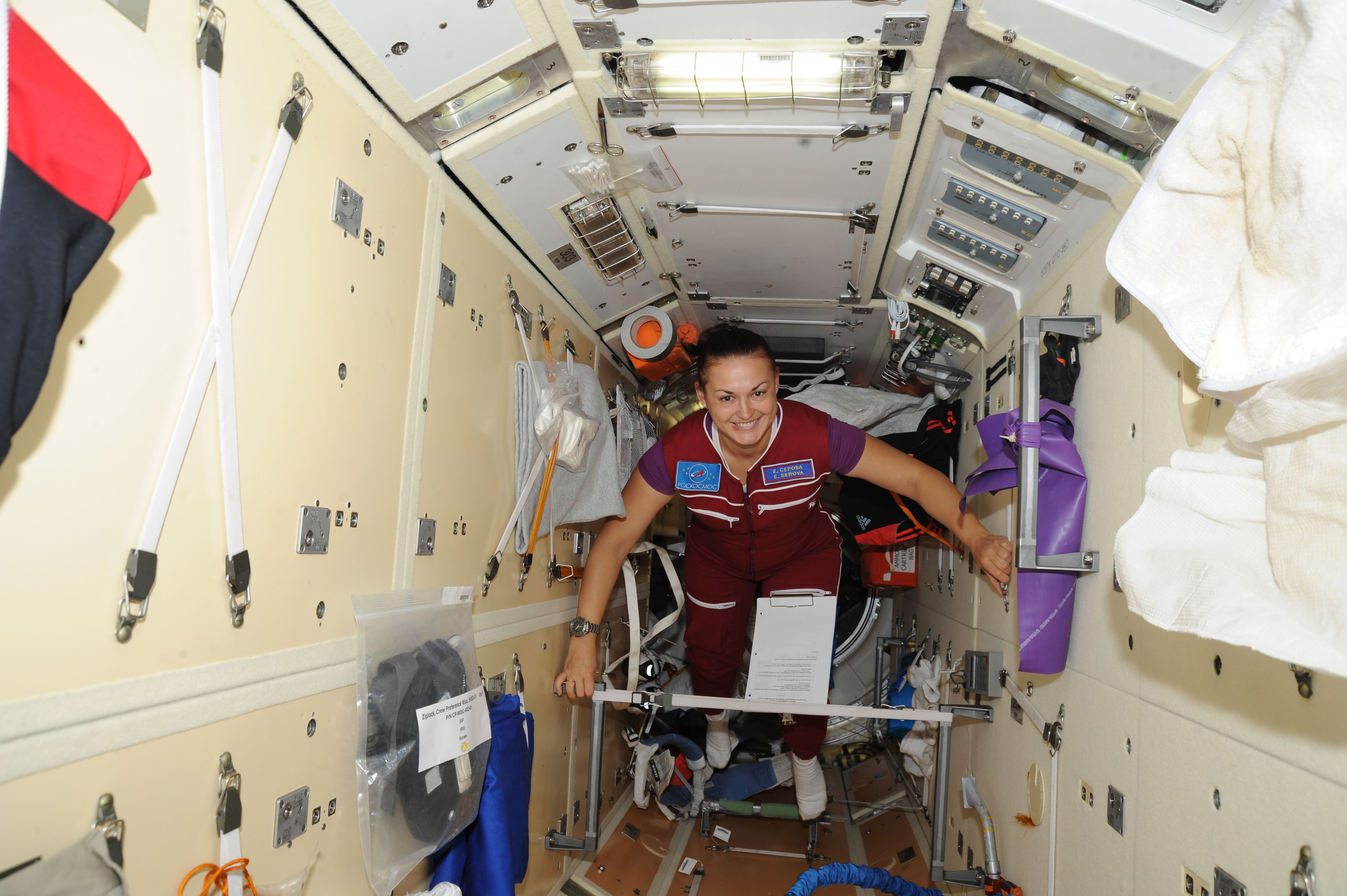
La première russe dans l'ISS Elena Serova dans Rassvet en 2014.

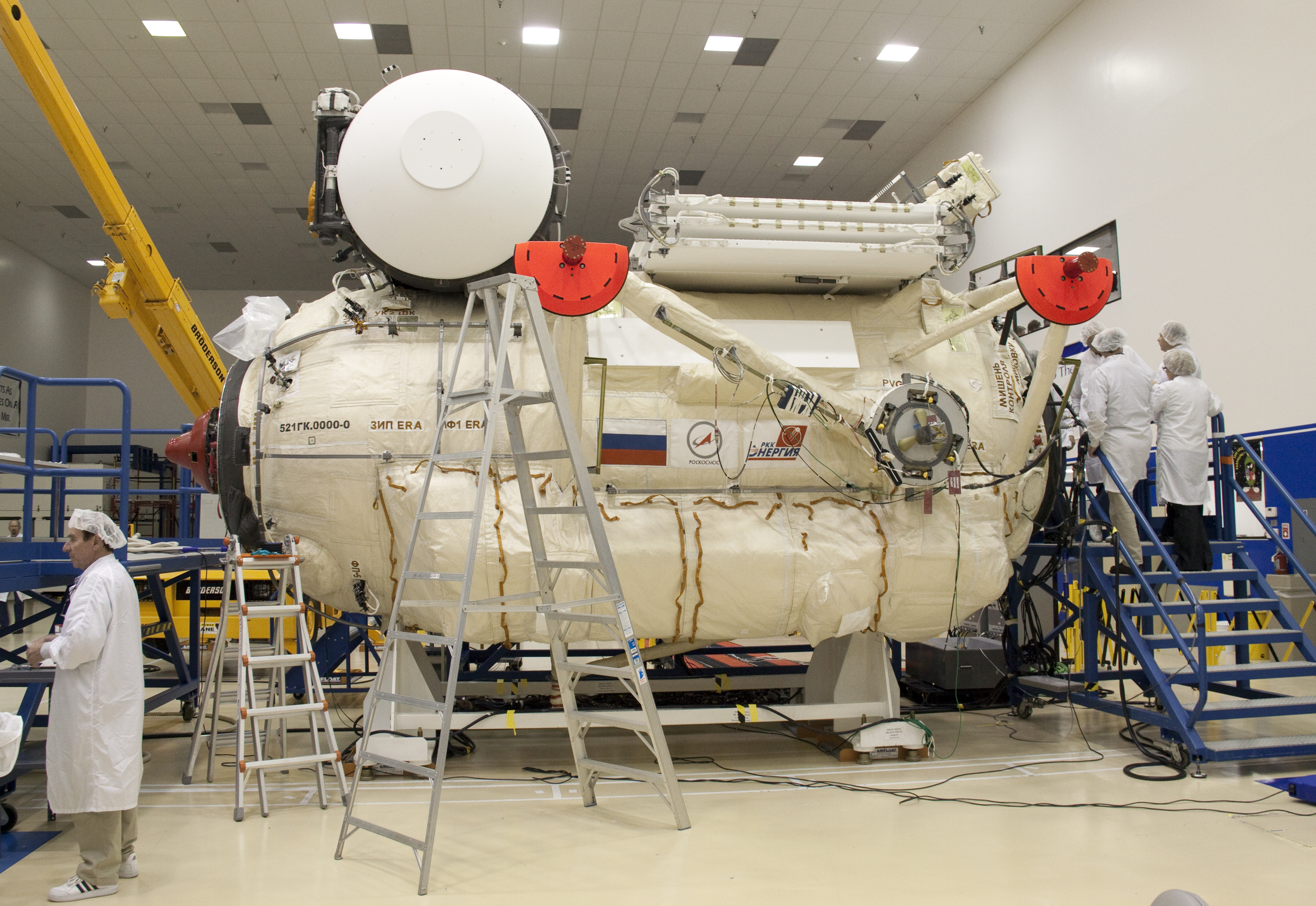
Rassvet sur le site d'Astrotech.
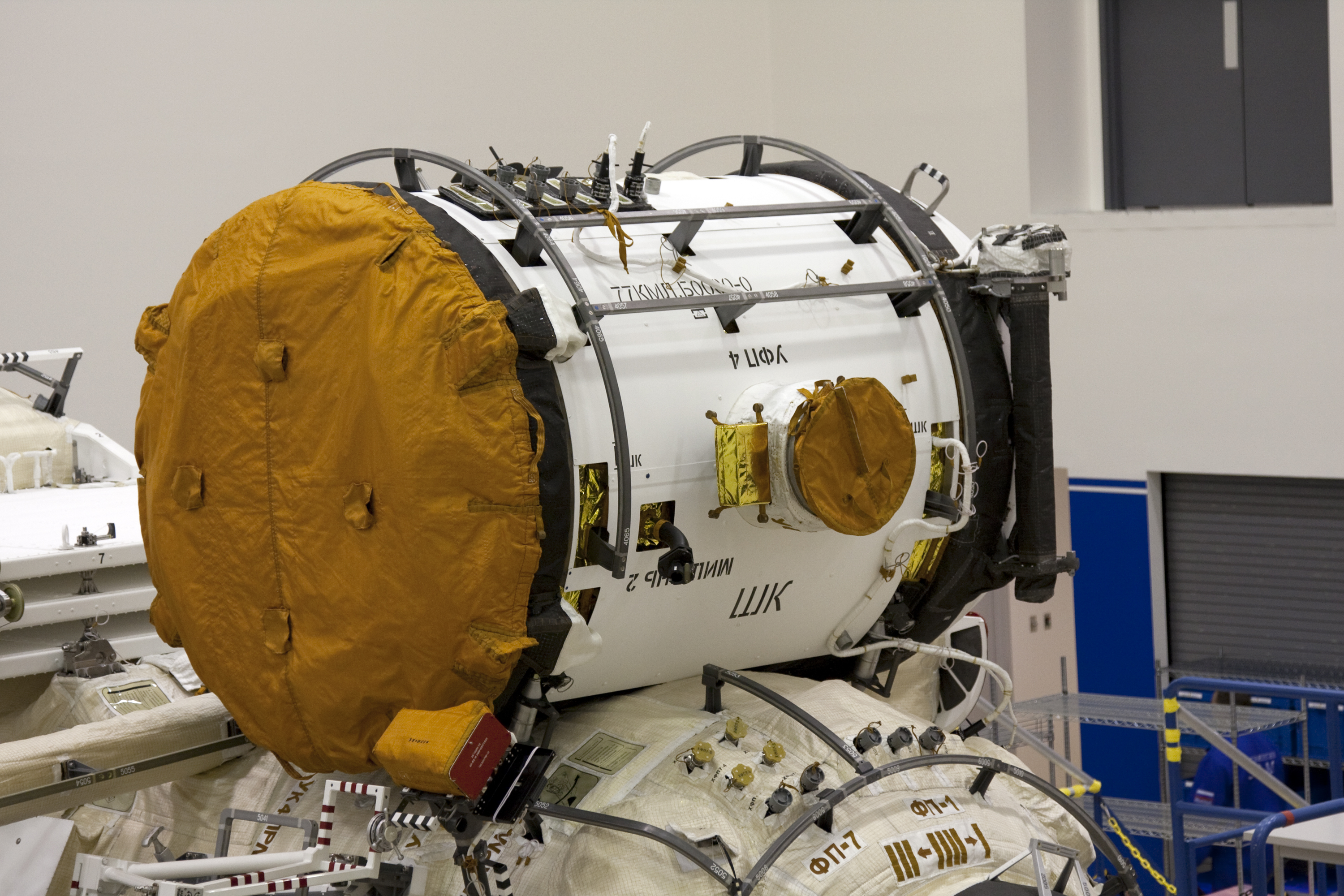
Gros plan sur le sas destiné aux expériences